# 又野知弥
又野 知弥（またの ともや、1992年10月9日 - ）は、北海道函館市出身の元プロ野球選手（内野手）。右投右打。

## 経歴
小学3年生の時地元の少年野球チーム昭和ジャガーズに入り野球を始める。函館市立亀田中学校時代は函館東シニアに所属し3年春に全国出場した。
北照高校では1年夏からベンチ入り。2年夏は一塁手・外野手として出場。6番に座り、打率.5割3分8厘・2本塁打10打点の活躍で南北海道大会準優勝に輝く。2年秋からエースで4番を務め北海道大会では3試合連続完投勝利を挙げ、防御率1.50の投球で10年ぶりの優勝に貢献した。甲子園は春夏連続で出場し、甲子園の春夏両大会で本塁打を放った。
2010年のドラフトで東京ヤクルトスワローズから4位指名を受けた。同期の西田明央もヤクルトから3位指名を受け、北海道の同じ高校から2人指名されたのは史上初であった。ヤクルトでは長打力を買われ野手としてプロ入り。また三塁手にも挑戦している。
2014年10月1日に球団から戦力外通告を受け、12月2日に自由契約公示された。現役引退後は球界を離れ、不動産会社に勤務。不動産会社を退職後、2023年「株式会社　ヘリサムコート」を設立、2024年三軒茶屋に【ゆきはなび】を開店させた。

## 詳細情報

### 年度別打撃成績
- 一軍公式戦出場なし

### 背番号
- 39 （2011年 - 2014年）